# Nero (Gazzelle)
Nero è un singolo del cantautore italiano Gazzelle, pubblicato il 26 ottobre 2017 e successivamente inserito nella versione deluxe del primo album in studio Superbattito.

## Descrizione
Il brano è stato prodotto e missato da Federico Nardelli, e successivamente masterizzato da Riccardo Parenti.

## Video musicale
Il videoclip, diretto da BENDO, ha per protagonista lo stesso Gazzelle, intento inizialmente a preparare e successivamente a fumare una sigaretta, mentre è illuminato dalla luce lampeggiante degli indicatori di direzione di un veicolo.

## Tracce
1. Nero – 3:17